# Gran Premio di Monaco 1992
Il Gran Premio di Monaco 1992 è stata la sesta prova del Campionato mondiale di Formula 1 1992, disputata domenica 31 maggio sul Circuito di Monte Carlo. Organizzato dall'Automobile Club de Monaco, la gara si è svolta davanti a oltre centomila spettatori e ha visto la prima vittoria stagionale di Ayrton Senna e della McLaren, davanti alle Williams di Nigel Mansell, autore della pole position e Riccardo Patrese. A punti sono giunti anche Michael Schumacher, Martin Brundle e Bertrand Gachot.

## Vigilia

### Aspetti tecnici
Per l'appuntamento monegasco la McLaren mette a disposizione ai propri piloti un sistema elettronico per il controllo del cambio che permette, premendo un pulsante inserito sul volante, di scalare le marce. Al contempo, sulla sola vettura di Jean Alesi, la Ferrari  monta un nuovo dispositivo per il controllo della trazione. La Lotus porta, poi, un secondo esemplare di 107 da destinare a Mika Häkkinen, che, nel precedente Gran Premio ha dovuto correre con la vettura non aggiornata.

### Aspetti sportivi
Nella settimana antecedente il Gran Premio sono circolate voci sull'assenza di Ivan Capelli, che viene sostituito per l'occasione del collaudatore della Ferrari Gianni Morbidelli, per problemi di salute. Il pilota italiano smentisce seccamente la notizia, riservando un duro attacco alla stampa, accusata di pubblicare informazioni non veritiere.

## Pre-qualifiche

### Resoconto

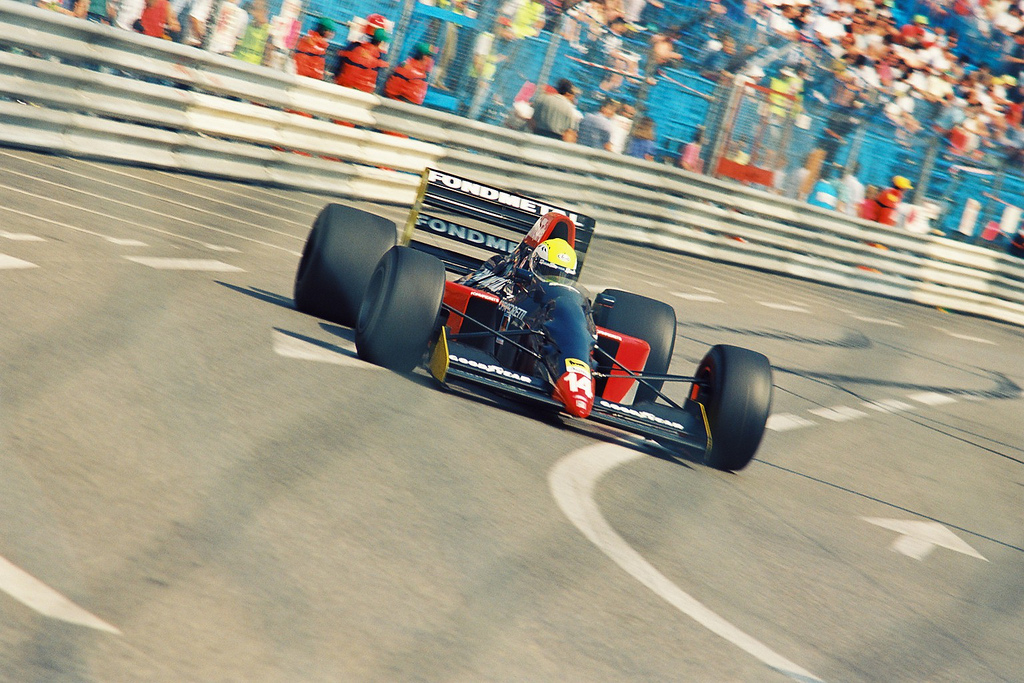
Andrea Chiesa, pilota della Fondmetal. Pur essendo riuscito a superare le pre-qualifiche non riuscì ad andare oltre il ventinovesimo posto nelle prove ufficiali, fallendo la qualificazione

Le pre-qualifiche si svolgono alle ore 8 di giovedì mattina in condizioni di tempo soleggiato. Michele Alboreto ottiene il miglior tempo, fermando i cronometri in 1:25.413 e staccando Bertrand Gachot di oltre mezzo secondo. Riesce poi ad accedere alle qualifiche, per la prima volta, la Andrea Moda Formula di Roberto Moreno, seguito dal pilota svizzero della Fondmetal Andrea Chiesa. Chi invece non riesce ad entrare nelle qualifiche è Ukyo Katayama che, durante i minuti finali della sessione, scivola su una macchia d'olio alla curva del Tabaccaio, schiantandosi contro un muretto. Infine Perry McCarthy compie appena due giri all'inizio della sessione che gli sono insufficienti per segnare un tempo, in quanto l'Andrea Moda vuole destinare la seconda vettura a muletto per Moreno nel caso in cui ce ne fosse bisogno.

### Risultati
| Pos                        | Nº | Pilota           | Costruttore           | Tempo       | Distacco |
| -------------------------- | -- | ---------------- | --------------------- | ----------- | -------- |
| 1                          | 9  | Michele Alboreto | Footwork-Mugen-Honda  | 1:25.413    | -        |
| 2                          | 29 | Bertrand Gachot  | Larrousse-Lamborghini | 1:25.980    | +0.567   |
| 3                          | 34 | Roberto Moreno   | Moda-Judd             | 1:27.186    | +1.773   |
| 4                          | 14 | Andrea Chiesa    | Fondmetal-Ford        | 1:27.756    | +2.343   |
| Vetture non prequalificate |    |                  |                       |             |          |
| NPQ                        | 30 | Ukyo Katayama    | Larrousse-Lamborghini | 1:28.310    | +2.897   |
| NPQ                        | 35 | Perry McCarthy   | Moda-Judd             | Senza tempo |          |

## Prove libere

### Resoconto
Le prove libere si svolgono in due sessioni, ciascuna di un'ora e quarantacinque minuti, al venerdì e al sabato mattina.
Durante la prima sessione Nigel Mansell ottiene i migliori parziali, staccando Ayrton Senna di oltre otto decimi. Dietro di loro si piazzano Gerhard Berger e Michael Schumacher, con Alboreto, favorito anche dall'aver girato pure al mattino, che è in grado di occupare la sesta piazza. Alesi, invece, non va oltre il nono posto e lamenta la scarsa potenza erogata dal motore e il comportamento di questo. Subito dietro si piazza Stefano Modena, la cui vettura mostra netti miglioramenti rispetto alle gare precedenti.
La sessione di sabato è, invece, caratterizzata da un incidente occorso a Pierluigi Martini, che, durante la percorrenza del tunnel, perde il controllo della sua vettura e si schianta contro il guard rail a oltre 250 km/h. Questo fatto porta ad una interruzione delle prove e ci vogliono circa trenta minuti per riparare la barriera danneggiatasi.

## Qualifiche

### Resoconto

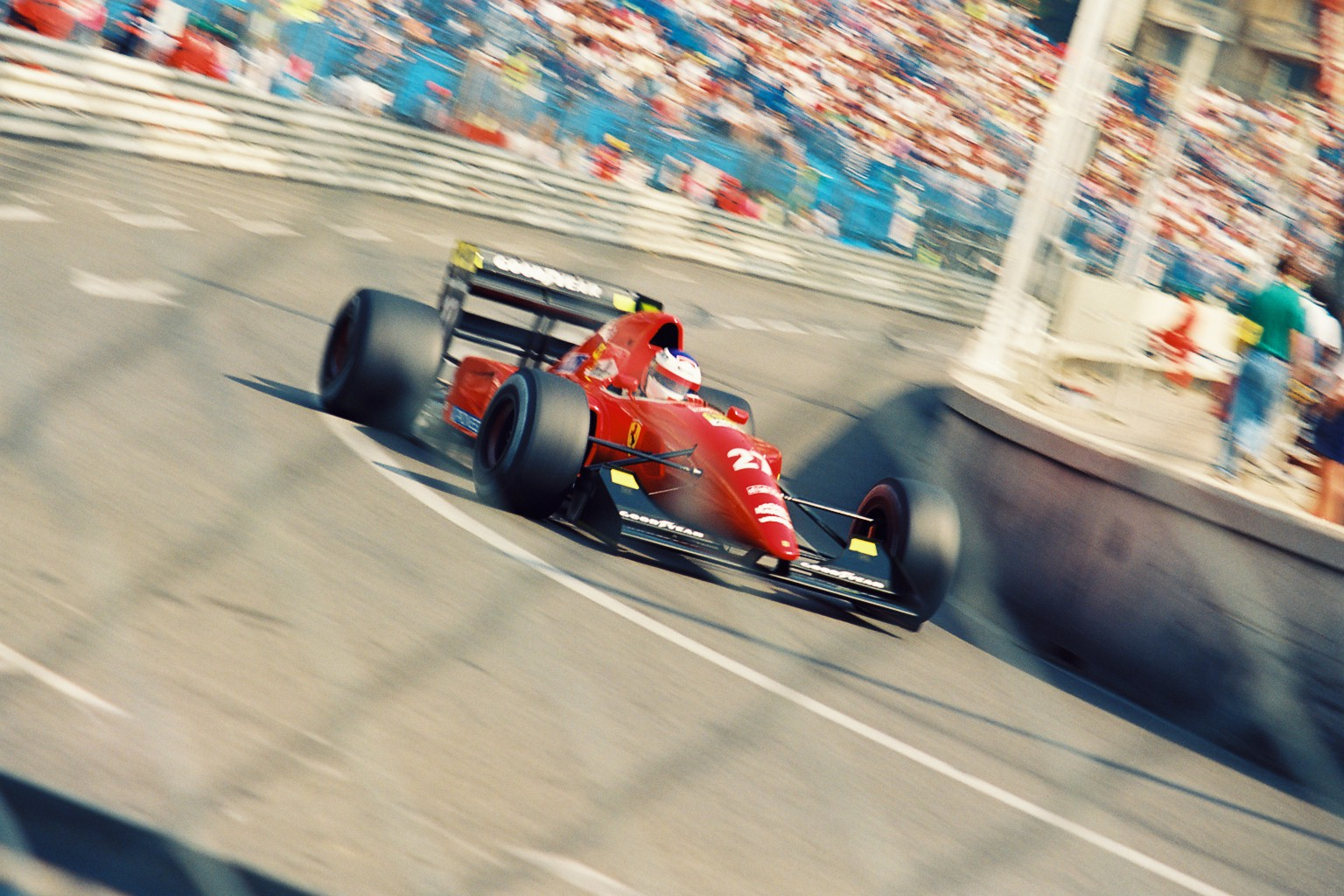
Jean Alesi, protagonista in qualifica, ottenne un quarto posto che andava ben oltre i limiti della vettura. In gara venne costretto al ritiro

Le qualifiche si svolgono anch'esse in due sessioni, una al giovedì e una al sabato pomeriggio. Mansell centra nuovamente il miglior tempo, girando in 1:20.714, seguito da Senna e Patrese. Berger ottiene, poi, il quarto tempo, ma è contemporaneamente protagonista di un incidente a Massenet per la rottura di una sospensione. Pur uscendo illeso l'austriaco dichiara che lo schianto può avere conseguenze peggiori. Jean Alesi, intanto, girando con gomme usate e senza il controllo di trazione portato dal team di Maranello, si piazza al quinto posto, davanti a Michael Schumacher. Settimo è Andrea De Cesaris, che al termine della sessione ha anche una discussione con Stefano Modena, accusato di averlo rallentato ripetutamente. Stupisce, poi, Roberto Moreno che, alla guida della Andrea Moda Formula, riesce nei primi venti minuti ad issarsi all'undicesimo posto. Il brasiliano scivola poi al ventesimo posto, in quanto non riesce ad effettuare altri giri per problemi di surriscaldamento al motore.
Al sabato Mansell mantiene la prima posizione conquistando la pole position e batte per la prima volta il limite dei 150 km/h sul giro, davanti al compagno di squadra Patrese. Il risultato delle qualifiche, però, lascia degli strascichi tra il pilota italiano e Bertrand Gachot. Il padovano, infatti, che punta a partire davanti a tutti e ritiene di essere pesantemente danneggiato dal comportamento del pilota belga durante il suo ultimo giro lanciato, si reca nei box della Larrousse e lo schiaffeggia. Senna parte invece dalla terza posizione dopo aver anche danneggiato il suo alettone posteriore nel tentativo di avere la meglio su Alesi, quarto e protagonista di una prestazione al di sopra della portata della propria vettura. Dal canto suo, il pilota francese si ritiene soddisfatto della prestazione, ma ostenta comunque prudenza in vista della gara. Completano il quadro dei primi sei Berger e Schumacher. Perde, invece, diverse posizioni Stefano Modena che, costretto a guidare la vettura di riserva, è l'unico a non migliorare il proprio tempo sul giro, scivolando in ventunesima piazza. Riesce, poi, a qualificarsi, per l'unica volta nella sua storia e con l'ultimo tempo, l'Andrea Moda Formula di Moreno che precede di appena trentasei millesimi la Brabham di Eric van de Poele. Non riescono a qualificarsi anche Damon Hill, Andrea Chiesa e Paul Belmondo.
Al termine delle prove viene poi multato di cinquemila dollari il pilota della Tyrrell Olivier Grouillard, colpevole di non aver rispettato gli ordini dei commissari di percorso di non fermarsi lungo il tracciato.

### Risultati
| Pos                     | Nº | Pilota               | Costruttore                     | Q1       | Q2       | Distacco |
| ----------------------- | -- | -------------------- | ------------------------------- | -------- | -------- | -------- |
| 1                       | 5  | Nigel Mansell        | Williams - Renault              | 1:20.714 | 1:19.495 |          |
| 2                       | 6  | Riccardo Patrese     | Williams - Renault              | 1:22.309 | 1:20.368 | +0.873   |
| 3                       | 1  | Ayrton Senna         | McLaren - Honda                 | 1:21.467 | 1:20.608 | +1.113   |
| 4                       | 27 | Jean Alesi           | Ferrari                         | 1:22.942 | 1:20.895 | +1.400   |
| 5                       | 2  | Gerhard Berger       | McLaren - Honda                 | 1:22.359 | 1:21.224 | +1.729   |
| 6                       | 19 | Michael Schumacher   | Benetton - Ford                 | 1:23.150 | 1:21.831 | +2.336   |
| 7                       | 20 | Martin Brundle       | Benetton - Ford                 | 1:23.872 | 1:22.068 | +2.573   |
| 8                       | 28 | Ivan Capelli         | Ferrari                         | 1:23.613 | 1:22.119 | +2.624   |
| 9                       | 12 | Johnny Herbert       | Lotus - Ford                    | 1:25.979 | 1:22.579 | +3.084   |
| 10                      | 4  | Andrea De Cesaris    | Tyrrell - Ilmor                 | 1:23.552 | 1:22.647 | +3.152   |
| 11                      | 9  | Michele Alboreto     | Footwork - Mugen-Honda          | 1:23.774 | 1:22.671 | +3.176   |
| 12                      | 24 | Gianni Morbidelli    | Minardi - Lamborghini           | 1:24.567 | 1:22.733 | +3.238   |
| 13                      | 33 | Maurício Gugelmin    | Jordan - Yamaha                 | 1:24.235 | 1:22.863 | +3.368   |
| 14                      | 11 | Mika Häkkinen        | Lotus - Ford                    | 1:25.809 | 1:22.886 | +3.391   |
| 15                      | 29 | Bertrand Gachot      | Venturi Larrousse - Lamborghini | 1:23.606 | 1:23.122 | +3.627   |
| 16                      | 16 | Karl Wendlinger      | March - Ilmor                   | 1:23.978 | 1:23.264 | +3.769   |
| 17                      | 23 | Christian Fittipaldi | Minardi - Lamborghini           | 1:25.561 | 1:23.487 | +3.992   |
| 18                      | 22 | Pierluigi Martini    | Scuderia Italia - Ferrari       | 1:25.665 | 1:23.508 | +4.013   |
| 19                      | 10 | Aguri Suzuki         | Footwork - Mugen-Honda          | 1:24.340 | 1:23.641 | +4.146   |
| 20                      | 21 | Jyrki Järvilehto     | Scuderia Italia - Ferrari       | 1:25.050 | 1:23.862 | +4.367   |
| 21                      | 32 | Stefano Modena       | Jordan - Yamaha                 | 1:23.890 | 1:23.909 | +4.395   |
| 22                      | 25 | Thierry Boutsen      | Ligier - Renault                | 1:23.909 | 1:25.222 | +4.414   |
| 23                      | 26 | Érik Comas           | Ligier - Renault                | 1:24.816 | 1:23.974 | +4.479   |
| 24                      | 3  | Olivier Grouillard   | Tyrrell - Ilmor                 | 1:24.533 | 1:23.990 | +4.495   |
| 25                      | 15 | Gabriele Tarquini    | Fondmetal - Ford                | 1:25.614 | 1:24.479 | +4.984   |
| 26                      | 34 | Roberto Moreno       | Moda - Judd                     | 1:25.185 | 1:24.945 | +5.450   |
| Vetture non qualificate |    |                      |                                 |          |          |          |
| NQ                      | 7  | Eric van de Poele    | Brabham - Judd                  | 1:25.702 | 1:24.981 | +5.486   |
| NQ                      | 8  | Damon Hill           | Brabham - Judd                  | 1:26.889 | 1:25.394 | +5.899   |
| NQ                      | 14 | Andrea Chiesa        | Fondmetal - Ford                | 1:27.140 | 1:25.660 | +6.165   |
| NQ                      | 17 | Paul Belmondo        | March - Ilmor                   | 1:26.501 | 1:25.750 | +6.255   |

## Warm up

### Resoconto
Durante il warm-up di domenica mattina, della durata di mezz'ora, Riccardo Patrese fa registrare i migliori parziali, mettendosi dietro il connazionale Alboreto. Mansell, che ottiene la pole position, non va oltre il quinto posto. Durante la sessione, poi, Aguri Suzuki è protagonista di un brutto incidente al Tabaccaio, tanto che, per sicurezza, viene sottoposto a visite mediche in ospedale. I medici danno comunque il loro assenso affinché il giapponese partecipi alla gara.

## Gara

### Resoconto

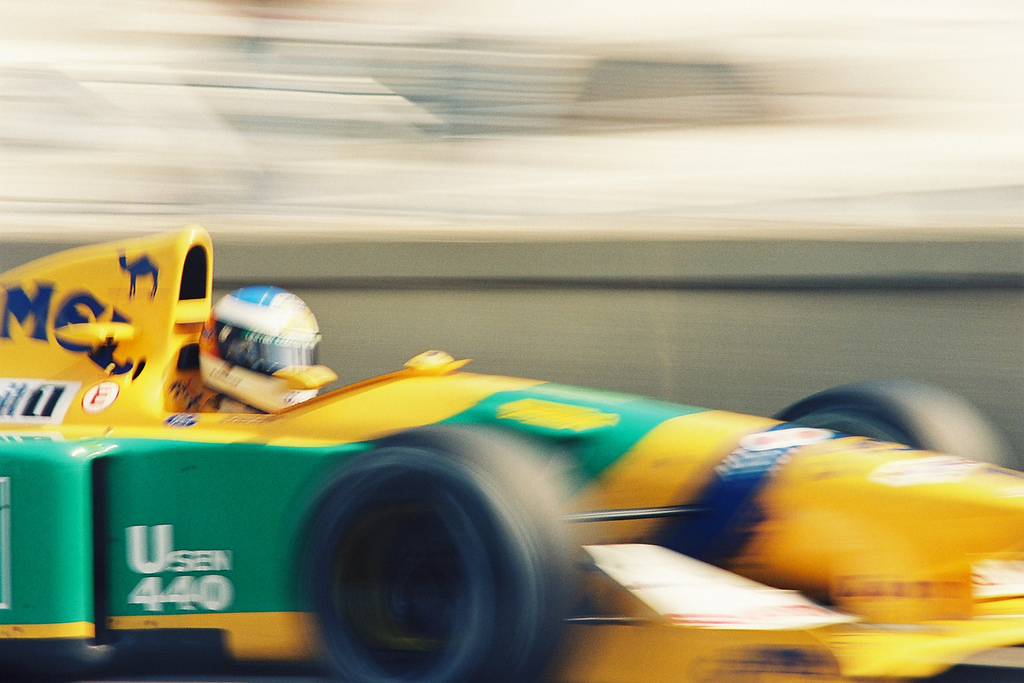
Michael Schumacher, autore di una buona partenza e quarto a fine gara.

Alla partenza manca la vettura di Gianni Morbidelli, il quale è costretto a prendere il via dalla pit lane, visto che non riesce a schierarsi per il giro di formazione per problemi al cambio. Al via Mansell mantiene la testa della corsa, mentre Senna riesce a scavalcare immediatamente Patrese, così come fa Schumacher con Berger. Martini, intanto, incappa nel suo secondo incidente del fine settimana ed è costretto al ritiro. Alla fine del primo giro, dunque, Mansell guida la corsa davanti a Senna, Patrese, Alesi, Schumacher e Berger. Con alcuni di giri di ritardo, poi, entra in pista Morbidelli, quasi subito costretto al ritiro, sempre per problemi al cambio. Mansell comincia a staccare gli avversari, mentre Patrese tenta più volte di attaccare Senna, ma senza alcun successo. Successivamente, però, il pilota italiano è costretto a rallentare il suo ritmo per problemi al cambio della sua vettura.
All'undicesimo giro Roberto Moreno, alla guida della sua Andrea Moda Formula, risalito fino alla diciannovesima piazza grazie ai vari ritiri, è costretto al ritiro anch'esso per problemi al motore. Al passaggio seguente, Alesi e Schumacher, che sono in lotta per la quarta posizione, hanno una collisione: il tedesco tenta infatti un attacco a Loews Hairpin, ma il francese tenta di tenere la posizione e i due si toccano. Nonostante entrambi riescano a proseguire, con Schumacher che prende la quarta piazza, la vettura di Alesi riceve una botta che danneggia la centralina elettronica e che lo costringe poi al ritiro alcuni passaggi più tardi. Intanto Brundle sta cercando di raggiungere Berger, che lo precede, ma, a causa di un errore, danneggia la sua vettura, costringendolo a tornare ai box per effettuare le riparazioni.

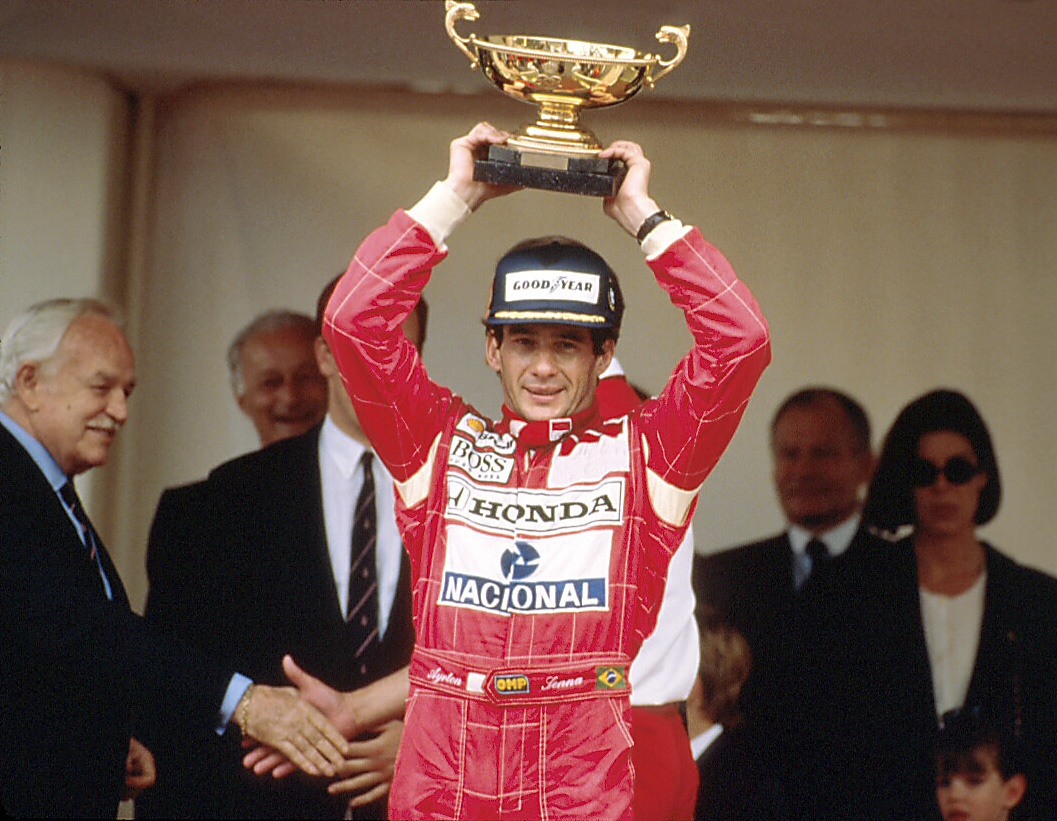
Senna, vincitore per la quinta volta sulle strade di Monte Carlo, viene premiato dal principe Ranieri III e da Stéphanie di Monaco.

La gara procede senza ulteriori cambiamenti, ad eccezione del ritiro di Berger per problemi al cambio, avvenuto al trentaduesimo passaggio. La situazione, che vede Mansell in testa, seguito da Senna, Patrese, Schumacher, Capelli e Alboreto non vede accadimenti fino al cinquantottesimo giro, quando Brundle, in rimonta, tampona Alboreto facendogli perdere un paio di posizioni. Due giri più tardi l'italiano commette, poi, un errore mentre sta per essere doppiato da Senna rischiando di coinvolgerlo in una collisione. Il brasiliano, nel tentativo di evitarlo, perde quasi dieci secondi da Mansell. Il giro seguente, Capelli, intanto, va in testacoda e danneggia il braccio dello sterzo della sua vettura. Pochi metri dopo, alle Piscine, il danno subito dalla vettura gli impedisce di proseguire oltre facendolo uscire di pista.
Al 71º giro, poi, Mansell, pensando di aver subito una foratura, rientra ai box. Si allenta infatti un dado in una ruota, che danneggia a sua volta il cerchione. Senna passa così in testa, ma il pilota della Williams rimonta in modo forsennato il distacco di cinque secondi dal brasiliano; durante gli ultimi quattro giri, Mansell tenta in tutti i modi di sopravanzare il rivale, che però resiste. Senna ottiene così la prima vittoria stagionale, e la quinta sul tracciato monegasco (eguagliando Graham Hill), davanti a Mansell, Patrese, Schumacher, Brundle e Gachot.

### Risultati
| Pos | N. | Pilota               | Costruttore/Motore              | Giri | Tempo/Ritiro | Griglia | Punti |
| --- | -- | -------------------- | ------------------------------- | ---- | ------------ | ------- | ----- |
| 1   | 1  | Ayrton Senna         | McLaren - Honda                 | 78   | 1:50'59.372  | 3       | 10    |
| 2   | 5  | Nigel Mansell        | Williams - Renault              | 78   | +0.215       | 1       | 6     |
| 3   | 6  | Riccardo Patrese     | Williams - Renault              | 78   | +31.843      | 2       | 4     |
| 4   | 19 | Michael Schumacher   | Benetton - Ford                 | 78   | +39.294      | 6       | 3     |
| 5   | 20 | Martin Brundle       | Benetton - Ford                 | 78   | +1'21.347    | 7       | 2     |
| 6   | 29 | Bertrand Gachot      | Venturi Larrousse - Lamborghini | 77   | +1 giro      | 15      | 1     |
| 7   | 9  | Michele Alboreto     | Footwork - Mugen-Honda          | 77   | +1 giro      | 11      |       |
| 8   | 23 | Christian Fittipaldi | Minardi - Lamborghini           | 77   | +1 giro      | 17      |       |
| 9   | 21 | Jyrki Järvilehto     | Scuderia Italia - Ferrari       | 76   | +2 giri      | 20      |       |
| 10  | 26 | Érik Comas           | Ligier - Renault                | 76   | +2 giri      | 23      |       |
| 11  | 10 | Aguri Suzuki         | Footwork - Mugen-Honda          | 76   | +2 giri      | 19      |       |
| 12  | 25 | Thierry Boutsen      | Ligier - Renault                | 75   | +3 giri      | 22      |       |
| Rit | 28 | Ivan Capelli         | Ferrari                         | 60   | Incidente    | 8       |       |
| Rit | 2  | Gerhard Berger       | McLaren - Honda                 | 32   | Cambio       | 5       |       |
| Rit | 11 | Mika Häkkinen        | Lotus - Ford                    | 30   | Cambio       | 14      |       |
| Rit | 27 | Jean Alesi           | Ferrari                         | 28   | Cambio       | 4       |       |
| Rit | 33 | Maurício Gugelmin    | Jordan - Yamaha                 | 18   | Cambio       | 13      |       |
| Rit | 12 | Johnny Herbert       | Lotus - Ford                    | 17   | Incidente    | 9       |       |
| Rit | 34 | Roberto Moreno       | Moda - Judd                     | 11   | Motore       | 26      |       |
| Rit | 4  | Andrea De Cesaris    | Tyrrell - Ilmor                 | 9    | Cambio       | 10      |       |
| Rit | 15 | Gabriele Tarquini    | Fondmetal - Ford                | 9    | Motore       | 25      |       |
| Rit | 32 | Stefano Modena       | Jordan - Yamaha                 | 6    | Incidente    | 21      |       |
| Rit | 3  | Olivier Grouillard   | Tyrrell - Ilmor                 | 4    | Trasmissione | 24      |       |
| Rit | 16 | Karl Wendlinger      | March - Ilmor                   | 1    | Cambio       | 16      |       |
| Rit | 24 | Gianni Morbidelli    | Minardi - Lamborghini           | 1    | Cambio       | 12      |       |
| Rit | 22 | Pierluigi Martini    | Scuderia Italia - Ferrari       | 0    | Incidente    | 18      |       |
| NQ  | 7  | Eric van de Poele    | Brabham - Judd                  |      |              |         |       |
| NQ  | 8  | Damon Hill           | Brabham - Judd                  |      |              |         |       |
| NQ  | 14 | Andrea Chiesa        | Fondmetal - Ford                |      |              |         |       |
| NQ  | 17 | Paul Belmondo        | March - Ilmor                   |      |              |         |       |
| NPQ | 30 | Ukyo Katayama        | Venturi Larrousse - Lamborghini |      |              |         |       |
| NPQ | 35 | Perry McCarthy       | Moda - Judd                     |      |              |         |       |

## Classifiche Mondiali

### Piloti
| Pos. | Pilota             | Punti |
| ---- | ------------------ | ----- |
| 1    | Nigel Mansell      | 56    |
| 2    | Riccardo Patrese   | 28    |
| 3    | Michael Schumacher | 20    |
| 4    | Ayrton Senna       | 18    |
| 5    | Gerhard Berger     | 8     |
| 6    | Jean Alesi         | 7     |
| 7    | Martin Brundle     | 5     |
| 7    | Michele Alboreto   | 5     |
| 9    | Andrea De Cesaris  | 2     |
| 9    | Ivan Capelli       | 2     |
| 9    | Pierluigi Martini  | 2     |
| 12   | Johnny Herbert     | 1     |
| 12   | Mika Häkkinen      | 1     |
| 12   | Bertrand Gachot    | 1     |

### Costruttori
| Pos. | Team                            | Punti |
| ---- | ------------------------------- | ----- |
| 1    | Williams - Renault              | 84    |
| 2    | McLaren - Honda                 | 26    |
| 3    | Benetton - Ford                 | 25    |
| 4    | Ferrari                         | 9     |
| 5    | Footwork - Mugen-Honda          | 5     |
| 6    | Tyrrell - Ilmor                 | 2     |
| 6    | Lotus - Ford                    | 2     |
| 6    | Scuderia Italia - Ferrari       | 2     |
| 9    | Venturi Larrousse - Lamborghini | 1     |